# Clus
Clus ist ein Stadtteil des niedersächsischen Bad Gandersheim.

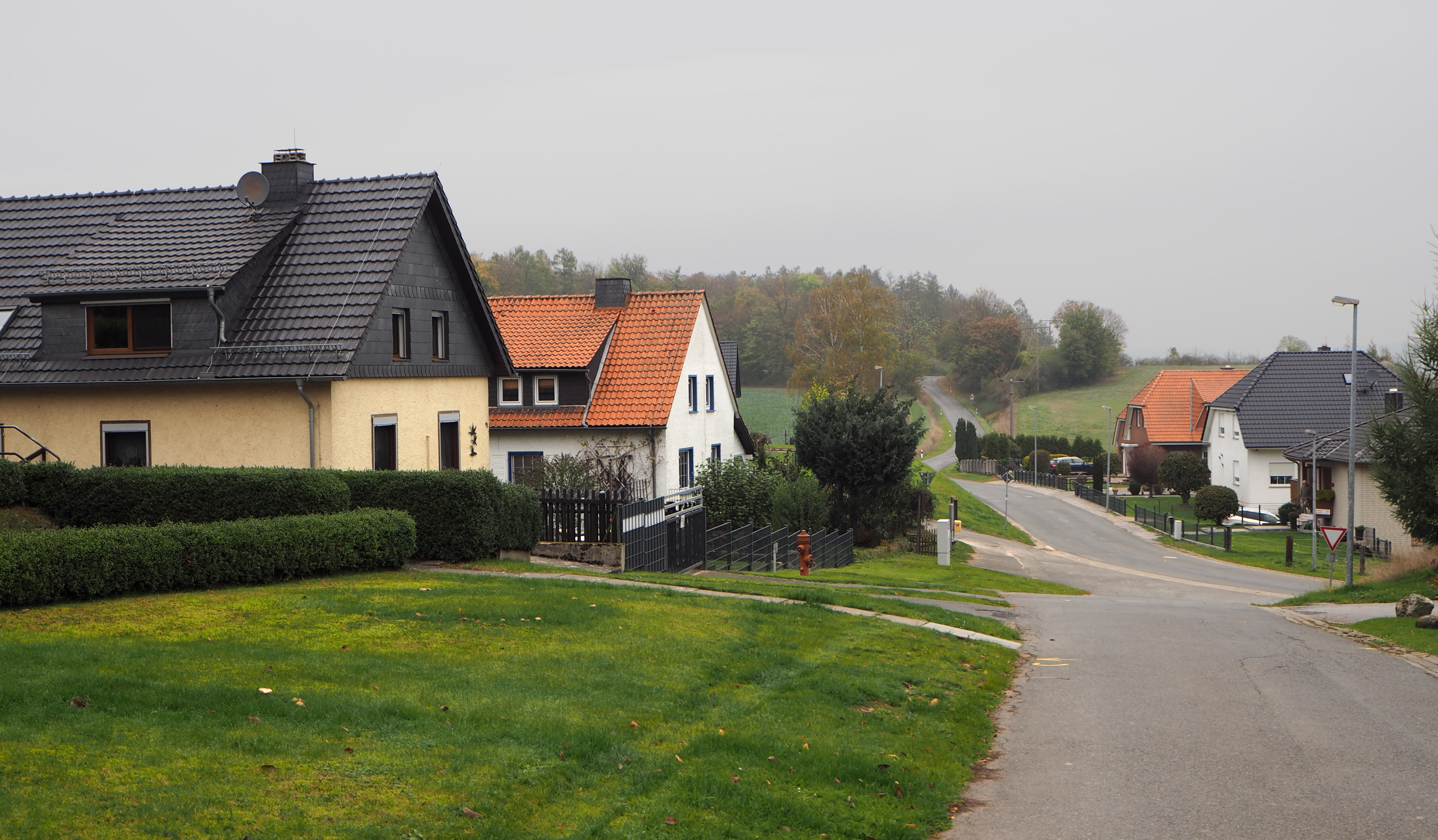
Die Wohnbebauung westlich der Domäne begann erst nach dem Zweiten Weltkrieg.

## Geschichte
Nach der Auflösung des Stiftes Gandersheim im Jahr 1810 wurde das ehemalige Kloster Clus mit Brunshausen zu einer herzoglichen Domäne.
Im Jahre 1881 hat man aus Anlass des 50-jährigen Jubiläums der Regierung von Herzog Wilhelm einen Gedenkstein gesetzt und eine Eiche gepflanzt. 1935 wurde auf dem Domänengelände ein Gestüt zur Zucht von Deutschen Classic-Ponys gegründet. Nach dem Zweiten Weltkrieg entstand westlich der Domäne die Siedlung Clus.
Am 1. März 1974 wurde Clus in die Stadt Bad Gandersheim eingegliedert.

## Politik
Gemäß der Hauptsatzung von Bad Gandersheim werden die Ortsteile der Stadt jeweils durch einen Ortsvorsteher vertreten. Aktuell ist A. Hanke in dieser Funktion.

## Kloster Clus
Das ehemalige Kloster Clus, ein Tochterkloster des Stifts Gandersheim, wurde 1124 von der Gandersheimer Äbtissin Agnes, der Nichte Kaiser Heinrichs IV., gegründet und war Teil der cluniazensischen Reformbewegung.
Abt Johann Dederoth übernahm 1433 auch die Abtswürde in Bursfelde und wurde der Initiator der Bursfelder Kongregation. Damit steht das niedersächsische Kloster Clus am Anfang der großen mitteleuropäischen Klosterreform und Einigungsbewegung des monastischen Lebens.
Im Zug der Reformation wurde das Kloster 1596 aufgehoben und es entstand das evangelische Stift Gandersheim. Die ehemalige Bibliothek ist heute Bestandteil der Herzog August Bibliothek in Wolfenbüttel.
Die ehemalige Klosterkirche Clus wurde 1127–1159 als dreischiffige Basilika erbaut und weist teilweise Ähnlichkeit mit der Stiftskirche zu Gandersheim auf. Im 1485 gotisch erweiterten Chor befindet sich ein Hochaltar, der 1487 aus Lübeck hierher gebracht worden war.

## KZ-Außenlager Brunshausen
Während des Zweiten Weltkriegs befand sich im ehemaligen Kloster Brunshausen im nahegelegenen Brunshausen, einem Ortsteil von Bad Gandersheim, ein Außenlager des KZ Buchenwald. Die Häftlinge wurden zur Produktion von Flugzeugteilen in den heutigen Schott-Werken eingesetzt. Wenige Tage vor der Befreiung durch die United States Army wurden 40 Häftlinge in ein Waldstück bei Clus getrieben und dort durch die SS ermordet. Marguerite Duras schrieb hierüber das Buch Der Schmerz, aus dem später ein Theaterstück entstand. Dieses wird im Andenken an die Opfer regelmäßig im Rahmen der Gandersheimer Domfestspiele auf dem Gelände des ehemaligen Außenlagers aufgeführt. In Clus erinnern ein Holzkreuz und ein Gedenkpfad an die Gräueltat.